# Телиш
Телиш (болг. Телиш) — село в Болгарии. Находится в Плевенской области, входит в общину Червен-Бряг. Население составляет 1023 человека.

## Политическая ситуация
В местном кметстве Телиш, в состав которого входит Телиш, должность кмета (старосты) исполняет Нели Йорданова Дакова (Граждане за европейское развитие Болгарии (ГЕРБ)) по результатам выборов правления кметства.
Кмет (мэр) общины Червен-Бряг — Данаил Николов Вылов (независимый) по результатам выборов в правление общины.